# Centrale Bank van Azerbeidzjan
De Centrale Bank van Azerbeidzjan (Azerbeidzjaans: Azərbaycan Respublikasının Mərkəzi Bankı) is de centrale bank van Azerbeidzjan.
Deze bank werd op 11 februari 1992 opgericht na de onafhankelijkheid van Azerbeidzjan in 1991. Het hoofdkantoor staat in de hoofdstad en financiële centrum Bakoe. De Centrale Bank van Azerbeidzjan is uitgever van de Azerbeidzjaanse manat.